# Felicjan Zygmunt Piątkowski

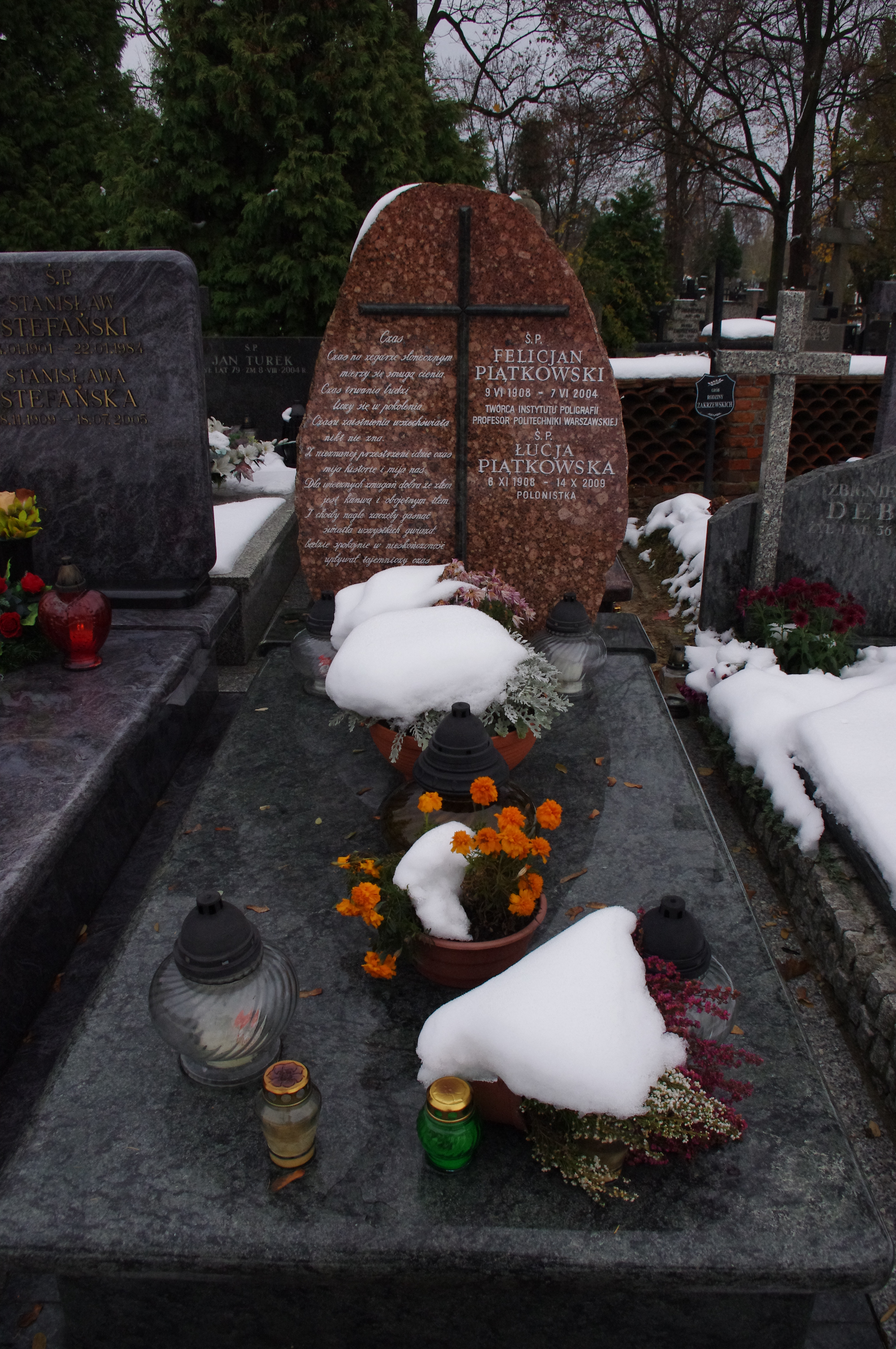
Grób kartografa i poligrafa Felicjana Zygmunta Piątkowskiego na cmentarzu Wilanowskim w Warszawie

Felicjan Zygmunt Piątkowski (ur. 9 czerwca 1908 w Częstochowie, zm. 7 czerwca 2004 w Warszawie) – polski kartograf i poligraf.

## Życiorys
W 1928 ukończył gimnazjum i podjął studia na Wydziale Geodezji Politechniki Warszawskiej. W 1933 otrzymał dyplom inżyniera geodety, a w 1934 ukończył Szkołę Podchorążych Artylerii we Włodzimierzu Wołyńskim. Praktykował w Wydziale Fotogrametrycznym Polskich Linii Lotniczych LOT oraz w Biurze Planowania Ziem Górskich.
Podczas kampanii wrześniowej walczył w szeregach Armii Łódź w 28. Dywizjonie Artylerii Ciężkiej jako dowódca I plutonu baterii haubic. Brał udział w potyczkach pod Proszką i Wieluniem, pod Kamionem, w walce o Brwinów i w obronie Twierdzy Modlin. W listopadzie 1939 zwolniony z obozu jeńców w Działdowie wrócił do Warszawy.
Podczas okupacji hitlerowskiej uczestniczył w pracach specjalnej grupy opracowującej mapy dla Warszawskiego Zespołu Miejskiego, walczył w powstaniu warszawskim.
Po zakończeniu wojny pracował w Biurze Odbudowy Stolicy oraz został dyrektorem Biura Kartograficznego Głównego Urzędu Pomiarów Kraju, prowadził obliczenia powierzchni kraju i jego jednostek administracyjnych w nowych granicach. Od 1946 wykładał na Politechnice Warszawskiej Kartografię praktyczną i Reprodukcję kartograficzną. W 1947 był organizatorem Działu Geodezyjnych Wydawnictw Książkowych, w 1949 został Naczelnym Dyrektorem Państwowego Przedsiębiorstwa Fotogrametrii i Kartografii. Po podziale przedsiębiorstwa w 1951 został Redaktorem Naczelnym Państwowego Przedsiębiorstwa Wydawnictw Kartograficznych, w 1952 przeszedł do Geodezyjnego Instytutu Naukowo-Badawczego (późniejszy Instytut Geodezji i Kartografii). Równolegle otrzymał etat na Wydziale Geodezyjnym Politechniki Warszawskiej, był adiunktem, zastępcą profesora, docentem, w 1964 został profesorem nadzwyczajnym Politechniki Warszawskiej. W latach 1953–1954 był prodziekanem, a następnie do 1956 dziekanem Wydziału Geodezji i Kartografii. W 1954 został kierownikiem Zakładu Reprodukcji Kartograficznej w Katedrze Kartografii PW i pełnił tę funkcję przez czternaście lat. Od 1958 do 1967 zasiadał w Senacie Politechniki Warszawskiej, w 1963 był inicjatorem i organizatorem Sekcji Kartograficznej Komitetu Geodezji PAN, a następnie Sekcji Kartograficznej SGK. W 1967 zorganizował studia poligraficzne na Wydziale Geodezji i Kartografii PW, w tym samym roku podjął się organizacji Instytutu Poligrafii na tej uczelni, a w latach (1970–1975) był jego dyrektorem. Jest współautorem kilkuset map topograficznych i gospodarczych Polski powojennej, jak również szeregu publikacji dotyczących redakcji oraz technologii reprodukcji map.
Zmarł w Warszawie, pochowany na cmentarzu w Wilanowie.

## Ordery i odznaczenia
- Order Sztandaru Pracy II klasy
- Krzyż Komandorski Orderu Odrodzenia Polski
- Krzyż Oficerski Orderu Odrodzenia Polski
- Krzyż Walecznych (28 września 1939)[2]
- Złoty Krzyż Zasługi (dwukrotnie)
- Srebrny Krzyż Zasługi (7 czerwca 1947)[5]
- Medal 10-lecia Polski Ludowej (19 stycznia 1955)[6]
- Medal Zasłużony dla Polskiej Poligrafii (pośmiertnie, 2013)[2]
- Odznaka tytułu honorowego „Zasłużony Nauczyciel PRL”
- Odznaka „Racjonalizator Produkcji”[2]
- Złota Odznaka Zasłużonego dla Geodezji i Kartografii[2]
- Złota Odznaka Zasłużonego dla Politechniki Warszawskiej[2]